# دی‌ام شلیاق

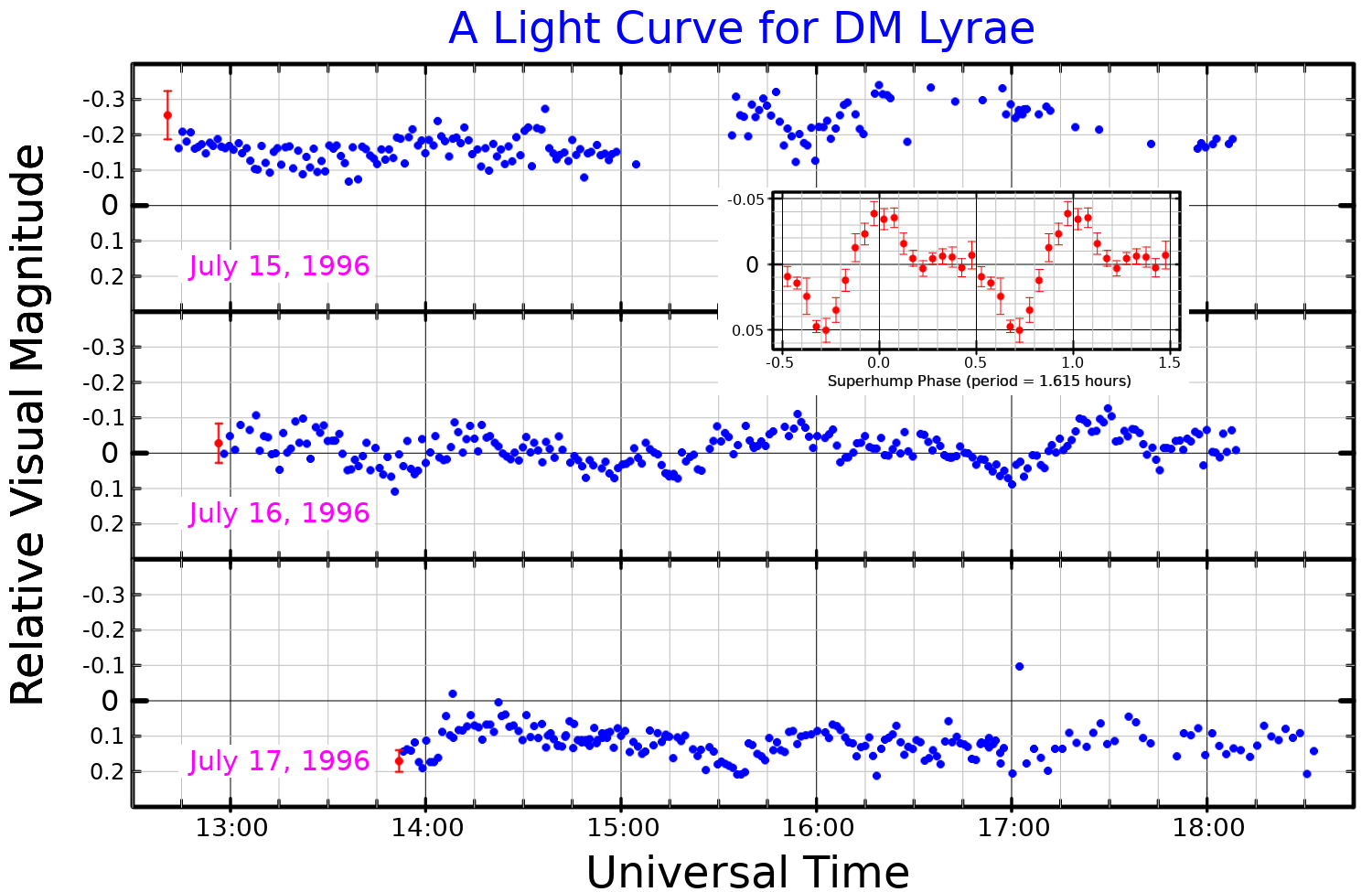
دی‌ام شلیاق

دی‌ام شلیاق یک ستاره است که در صورت فلکی شلیاق قرار دارد.